# John Hick
John Harwood Hick (20 de febrero de 1922 - 9 de febrero de 2012) fue un filósofo de la religión y teólogo inglés que desempeñó en Estados Unidos la mayor parte de su carrera. En teología filosófica, hizo contribuciones en las áreas de teodicea, escatología y cristología, y en la filosofía de la religión contribuyó en las áreas de epistemología de la religión y pluralismo religioso.

## Vida
John Hick nació el 20 de enero de 1922 en una familia de clase media de Scarborough, Inglaterra. En su adolescencia desarrolló un interés en la filosofía y en la religión, siendo alentado por su tío, autor y profesor de la Universidad de Mánchester. Hick estudió inicialmente Leyes en la Universidad de Hull, pero tras su conversión al evangelismo decidió cambiar de carrera y matricularse en la Universidad de Edimburgo en 1941.
Durante sus estudios, fue hallado apto para el servicio militar en la Segunda Guerra Mundial, pero como objetor de conciencia ingresó a la Friends’ Ambulance Unit. 
Después de la guerra retornó a Edimburgo y sintió atracción por la filosofía de Immanuel Kant, comenzando a cuestionar el fundamentalismo. En 1948 completó su tesis de magíster, que posteriormente serviría como base para su libro Faith and Knowledge. Más tarde asistió a la Universidad de Oxford, donde en 1950 recibiría su doctorado. En 1977 fue galardonado con un doctorado honoris causa por la Facultad de Teología de la Universidad de Uppsala, en Suecia. En 1953 contrajo matrimonio con Joan Hazel Bowers, teniendo cuatro hijos. Después de muchos años como miembro de la Iglesia Reformada Unida, en octubre de 2009 fue aceptado como miembro los cuáqueros de Gran Bretaña. Murió en 2012.

## Carrera
Las posiciones académicas de Hick incluyen la cátedra Danforth de Filosofía de la Religión en la Universidad Claremont, en California, donde enseñó entre 1979 y 1992; cátedra H. G. Wood de Teología en la Universidad de Birmingham, y miembro del Instituto de Investigaciones Avanzadas en Artes y Ciencias Sociales de la Universidad de Birmingham. En la misma casa de estudios ocupó importantes roles en una serie de organizaciones centradas en las relaciones comunitarias. Con el aumento de la inmigración caribeña e india a su Inglaterra central, comenzaron a formarse comunidades no-cristianas, mayormente hindúes, musulmanes y sikhs. Debido al influjo de personas con diferentes tradiciones religiosas, se hicieron necesarias las organizaciones centradas en su integración. Durante sus 15 años en la Universidad de Birmingham, Hick fundó el grupo All Faiths for One Race (AFFOR); sirvió como presidente del Religious and Cultural Panel, que fue una división del Comité de Relaciones Comunitarias de Birmingham, y en 1944 presidió también el comité organizador de una conferencia sobre la nueva Acta de Educación, con el propósito de crear un nuevo programa para la instrucción religiosa en las escuelas.
También ocupó posiciones docentes en la Universidad de Cornell, en el Seminario Teológico de Princeton y en la Universidad de Cambridge. Durante su labor en el Seminario de Princeton, y según empezaba a cuestionar “si la creencia en la Encarnación requiere la creencia en la historicidad literal del nacimiento virginal”, comenzó a distanciarse de sus perspectivas religiosas conservadoras. Este cuestionamiento abriría la puerta al futuro examen de su propia cristología, que contribuiría a la comprensión de Hick del pluralismo religioso. Fue vicepresidente de la Sociedad Británica para la Filosofía de la Religión y del Congreso Mundial de Credos.
Hick dictó las conferencias Gifford de 1986-1987 y en 1991 fue reconocido con el prestigioso Premio Grawemeyer de la Universidad de Louisville y del Seminario Teológico Presbiteriano de Louisville.
Fue en dos ocasiones sujeto de procedimientos de herejía. En 1961 o 1962 se le preguntó si hacía excepción a alguno de los puntos de la Confesión de Westminster de 1647 y respondió que varios de ellos eran susceptibles de cuestionamiento. Debido a esto, algunos de los ministros locales apelaron contra su recepción en el Presbiterio. Su apelación fue sustentada por el Sínodo. Un año después, el Comité Judicial de la Asamblea General aprobó una contra-apelación y Hick se convirtió en miembro del Presbiterio.

## Filosofía de Hick
Robert Smid afirma que Hick es comúnmente citado como “uno de los más —si no el más— importante filósofo de la religión en el siglo veinte”. Keith Ward lo describió una vez como “el más grande filósofo vivo de la religión global”. Es conocido por su defensa del pluralismo religioso, que difiere radicalmente de las enseñanzas cristianas tradicionales que mantuvo en su juventud. Quizá debido a su gran involucramiento con los grupos intercredos y su interacción con personas de religiones no cristianas a través de estos grupos, Hick comenzó a moverse hacia una perspectiva pluralista. En sus libros More Than One Way? y God and the Universe of Faiths señala que, según iba conociendo a esas personas, veía en ellas los mismos valores y acciones morales que reconocía en los cristianos. Esta observación lo empujó a cuestionarse cómo un Dios enteramente amoroso podría condenar a no cristianos que muestran los mismos valores que son reverenciados por el cristianismo a una eternidad en el infierno. Intentó, pues, descubrir los medios por los que todos los seguidores de una religión teísta podrían recibir la salvación.
Hick fue notablemente criticado por el entonces prefecto del Santo Oficio Joseph Ratzinger. Ratzinger había examinado los trabajos de varios teólogos acusados de relativismo, tales como Jacques Dupuis y Roger Haight, y encontró que muchos de ellos, si no todos, fueron inspirados por Hick. Por consiguiente, la declaración Dominus Iesus fue vista por muchos como una condena de las ideas y teorías de Hick.

### Influencias kantianas
Habiendo comenzado su carrera como evangélico, se movió hacia el pluralismo como una manera de reconciliar el amor de Dios con la diversidad cultural y religiosa. En primera instancia, fue influido a este respecto por Immanuel Kant, quien planteó que las mentes humanas oscurecen la realidad auténtica en favor de la comprensión (véase la teoría kantiana de la percepción). De acuerdo a Richard Peters, para Hick “[la] interpretación de la relación de la mente humana con Dios… es muy parecida a la relación que Kant supuso que existía entre la mente humana y el mundo”. 
Empero, no sería adecuado designar a Hick como un kantiano estricto. Peters apunta que “la división  entre las esferas ‘noumenal’ y ‘fenomenal’ (en lo que concierne a la naturaleza) no es tan rigurosa para Hick como para Kant”. Hick declara también que el Ser Divino es lo que llama “transcategorial”. Podemos experimentar a Dios a través de categorías, pero Dios en Sí Mismo se oscurece por su naturaleza misma.

### Pluralismo
A la luz de sus influencias kantianas, Hick plantea que el conocimiento de lo Real (su término genérico para Realidad Trascendente) sólo puede ser conocido en cuanto que es percibido. Por tal razón, las verdades absolutas adjudicadas a Dios (para usar el lenguaje cristiano) son en realidad verdades adjudicadas a las percepciones de Dios; es decir, al Dios fenomenal y no al Dios noumenal. Aún más, puesto que todo conocimiento se funda en la experiencia —que es, por tanto, percibida e interpretada con categorías humanas—, los contextos culturales e históricos que inevitablemente influencian la percepción humana son necesariamente componentes del conocimiento de lo Real. Esto significa que el conocimiento de Dios y las verdades religiosas que se le adjudican son influenciados cultural e históricamente, y por esa razón no pueden ser considerados absolutos. Este es un aspecto relevante del argumento de Hick contra el exclusivismo cristiano, que sostiene que aunque otras religiones pueden contener bondad y verdades parciales, la salvación sólo es alcanzada en Jesucristo, y la verdad completa sobre Dios está contenida sólo en el cristianismo.
Quizá la manera más simple de comprender la teoría de Hick sobre el pluralismo religioso es compartir la comparación que hace entre su propia comprensión de la religión y el punto de vista copernicano de nuestro sistema solar. Antes de que Copérnico diseminara su visión del universo heliocéntrico, imperaba el sistema ptolemaico, en el que las estrellas estaban pintadas en el cielo y el sol salía y se ponía alrededor de la tierra. En otras palabras, el resto del universo existía por, y estaba centrado en, la tierra. Por otro lado, Copérnico afirmaba que la tierra, al igual que los demás planetas, circundaba el sol, que, de hecho, no se mueve, sino que sólo parece moverse debido a la revolución de nuestro planeta. Copérnico introdujo nuestro mundo a la comprensión de que otros planetas tomaban caminos similares alrededor del sol; aunque cada camino era diferente, todos servían al mismo propósito y generaban el mismo resultado: cada planeta completa un recorrido en torno a nuestra estrella central. La rotación de un planeta sobre su eje crea el día y la noche para cada planeta, tal y como ocurren el día y la noche en la tierra. Aunque el tiempo para un viaje completo alrededor del sol y para un ciclo completo de día y noche difieren de planeta en planeta, el concepto permanece constante en todo nuestro sistema solar.
Del mismo modo, Hick diseña la metáfora de que el punto de vista ptolemaico de la religión sería que el cristianismo es el único camino a la salvación verdadera y el conocimiento del único Dios verdadero. El cristianismo ptolemaico afirmaría que todo lo que existe y toda la historia se han desarrollado en patrones específicos para la gloria del Dios cristiano, y que no hay ningún otro camino posible hacia la salvación. Hick aparece aquí como copernicano, ofreciendo la creencia de que quizá todas las religiones teístas están centradas en el único Dios verdadero y simplemente toman distintos caminos para alcanzar el mismo objetivo.
Keith E. Johnson compara la teología pluralista de Hick con un cuento de tres ciegos intentando describir un elefante, uno tocando la pierna, el segundo tocando la trompa y el tercero sintiendo el costado del elefante. Cada hombre describe el elefante de manera muy diferente, y, aunque todos tienen razón, cada uno de ellos está convencido de su propia corrección y del error de los otros dos.
La postura de Hick “no es un inclusivismo exclusivamente cristiano [como el de Karl Rahner y su Anonymous Christian], sino una pluralidad de inclusivismos mutuamente inclusivos”. Hick sostiene que las diversas expresiones religiosas son el resultado de diferentes respuestas histórica y culturalmente influenciadas a las distintas percepciones de lo Real. Afirma que “las diferentes tradiciones religiosas, con sus complejas diferenciaciones internas, se han desarrollado para satisfacer las necesidades de la gama de mentalidades expresadas en las distintas culturas humanas”. 

### Cristología de Hick
En su God and the Universe of Faiths (1973), Hick intenta determinar con precisión la esencia del cristianismo. Cita primero el Sermón de la Montaña como la enseñanza cristiana básica, ya que ofrece un camino de vida práctico fuera de la fe cristiana. Nuestro autor afirma que “la esencia cristiana no se encuentra en las creencias acerca de Dios… sino en vivir como os discípulos que en su nombre sintieron hambre, sanaron las heridas y crearon justicia en el mundo”. No obstante, todas las enseñanzas, incluyendo el Sermón, que forman lo que Hick llama la esencia del cristianismo, fluyen directamente del ministerio de Jesús. A su vez, esto significa que el nacimiento, vida, muerte y resurrección de Jesús forman la base permanente de la tradición cristiana. Hick continúa en esta obra examinando la manera en que la deificación de Jesús tuvo lugar en el cristianismo después de su crucifixión y se pregunta si realmente Jesús pensaba en sí mismo como el Mesías y el Hijo literal de Dios.
En varios lugares (v. gr., sus contribuciones a The Metaphor of God Incarnate y su libro The Myth of God Incarnate) Hick propone una reinterpretación de la cristología tradicional —particularmente la doctrina de la Encarnación—. Sostiene “que el Jesús de Nazaret histórico no enseñó ni aparentemente creyó ser Dios, el Hijo de Dios, la Segunda Persona de una Santa Trinidad o el hijo de Dios en un sentido único”. Es por esta razón, y quizá por el bien del pluralismo religioso y la paz, que Hick propone un enfoque metafórico a la Encarnación. Es decir, Jesús (por ejemplo) no era literalmente Dios en la carne (encarnado), sino que era, metafóricamente hablando, la presencia de Dios. “Jesús estaba tan abierto a la inspiración divina, tan sensible al espíritu divino, tan obediente a la voluntad de Dios, que Dios fue capaz de actuar en la tierra en, y a través de, él. Esta, creo yo (Hick), es la verdadera doctrina cristiana de la encarnación”. Hick piensa que una perspectiva metafórica de la encarnación evita la necesidad de paradojas cristianas defectuosas como la dualidad de Cristo (absolutamente Dios y absolutamente humano) e incluso la Trinidad (Dios es simultáneamente uno y tres).

## Problema del mal
Hick se identifica a sí mismo con una rama de la teodicea llamada “teodicea ireneana” (por San Ireneo de Lyon). Una simplificación de esta visión afirma que el sufrimiento existe como medio de desarrollo espiritual. En otras palabras, Dios permite que las almas humanas puedan crecer o desarrollarse hacia la madurez. Para Hick, Dios es en última instancia el responsable del dolor y el sufrimiento, pero éstos no son realmente malos. Quizá con un grado mayor de percepción uno pueda ver que el “mal” que experimentamos a través del sufrimiento no es, después de todo, mal, sino bien, porque permite hacer mejores nuestras propias almas.
Por lo tanto, Hick considera los males del dolor y el sufrimiento como herramientas al servicio del buen propósito de Dios de elevar a la humanidad “imperfecta e inmadura” a sí mismo “en fe y amor incondicionales”. Al mismo tiempo, Hick reconoce que este proceso suele fracasar en nuestro mundo. No obstante, piensa que en el más allá “Dios eventualmente logrará Su propósito de ganar a todos los hombres para sí mismo”. 
La discusión del mal en Hick ha sido desafiada por una serie de teólogos y filósofos morales incluyendo a David Griffin y John K. Roth. Para utilizar las palabras de nuestro autor, Roth ha indicado que “la teodicea de Hick es implausible para mí porque estoy convencido de que sus afirmaciones acerca de la bondad de Dios no pueden soportar el ataque de lo que él llama la amenaza principal a su propia perspectiva: ‘la cantidad e intensidad del mal moral y natural’”. En el libro Encountering Evil, Stephen Davis ha señalado sus cuatro críticas de Hick: “Primero, aunque ninguna teodicea está libre de dificultades, creo que Hick no es enteramente convincente en su tratamiento de la cantidad de mal que existe en el mundo… Segundo, dudo de la esperanza de Hick de una evolución espiritual gradual hasta que los seres humanos lleguen a un estado completo de la conciencia de Dios… Tercero, creo que Hick también se enfrenta a lo que yo llamo la crítica ‘costo-efectiva’ de la defensa de la libre voluntad… Mi crítica final y más grave de Hick se refiere a su compromiso con el universalismo”.

## Obras principales
- Faith and Knowledge, (1 ed. 1957, 2 ed. 1966)
- The Existence of God, (ed.) (1 ed. 1964), Macmillan
- Evil and the God of Love, (1966, 1985, reimpreso 2007)
- The Many Faced Argument with Arthur C. McGill (1967, 2009)
- Philosophy of Religion (1970, 4 ed. 1990)
- Death and the Eternal Life (1 ed. 1976)
- (Editor) The Myth of God Incarnate (1977)
- (Editor con Paul F. Knitter) The Myth of Christian Uniqueness: Toward a Pluralistic Theology of Religions (1987)
- An Interpretation of Religion: Human Responses to the Trascendent (1989, reimpreso 2004)
- The Metaphor of God Incarnate (1993, 2 ed. 2005)
- The New Frontier of Religion and Science: Religious Experience, Neuroscience and the Trascendent (2006)

- Datos: Q531931